# Saint-Denis (Riunione)
Saint-Denis è un comune francese di 146708 abitanti, capoluogo della Riunione, dipartimento d'Oltremare nell'oceano Indiano.

## Storia
È stata fondata da Étienne Régnault nel 1669 e dal 1738 è capoluogo del dipartimento d'oltremare de La Riunione, sotto il governatore Bertrand-François Mahé de La Bourdonnais. Nel 1790, Saint-Denis è un comune. Jean Baptiste Delestrac divenne il primo sindaco di Saint-Denis.

## Quartieri
La città ha molti quartieri:
Le Barachois, Bellepierre, Bois-de-Nèfles, La Bretagne (Le Cerf), Le Brûlé, Les Camélias, Centre-ville, Champ-Fleuri, La Montagne (Le Colorado, Ruisseau Blanc, Saint-Bernard), Montgaillard, La Providence, La Rivière Saint-Denis (La Redoute), Ruisseau des Noirs, Saint-François, Saint-Jacques, Sainte-Clotilde (Le Butor, Le Chaudron, Commune Prima, Domenjod, Le Moufia), La Source, La Trinité, Vauban

## Infrastrutture e trasporti
L'aeroporto più vicino è l'Aeroporto di Réunion-Roland-Garros, che è anche l'aeroporto internazionale più importante dell'arcipelago. Il Réunion Tram Train, di cui l'inizio della costruzione era programmato entro il 2008, ma il cui concreto inizio è slittato di almeno due anni, collegherà la città all'aeroporto e alla seconda città principale dell'arcipelago, Saint-Paul.

## Monumenti e luoghi d'interesse
- Cattedrale di San Dionigi;
- La Brasseries de Bourbon;

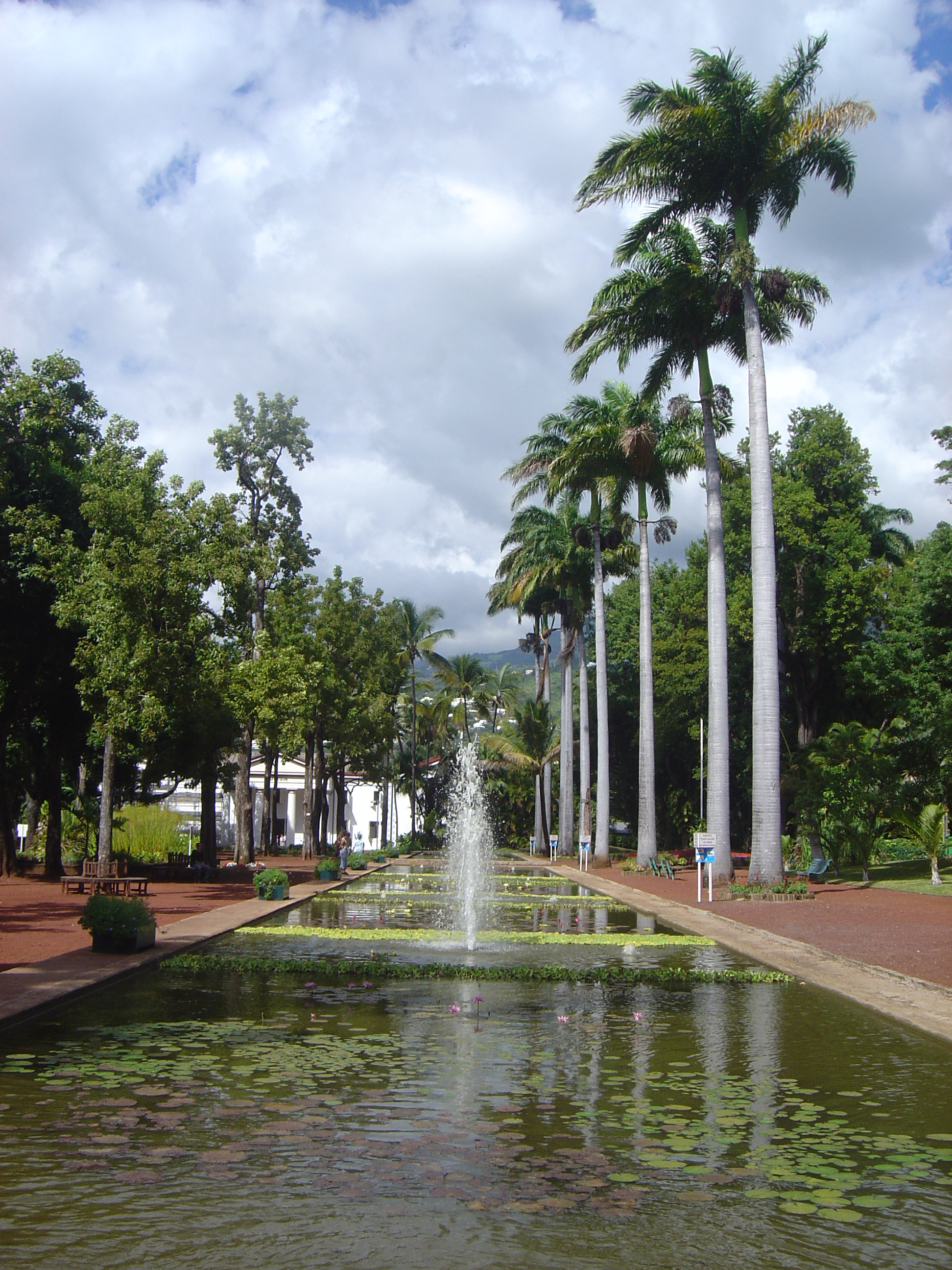
Lo Stato Giardino, visto dall'ingresso

- La moschea Noor-e-Islam, la maggior parte della Reunion e il più antico esistente sul suolo francese (inaugurata nel 1905)[2][3];
- Il Giardino dello Stato e il Museo di storia naturale di Reunion;
- Villa del Dipartimento, residenza storica.
- Palazzo della Prefettura

## Amministrazione

### Gemellaggi
Saint-Denis è gemellata con:
- Metz
- Nizza
- Tangeri
- Charleroi
- Taiyuan, dal 2012